# James Ferguson (astronome)
Pour les articles homonymes, voir James Ferguson et Ferguson.
James Ferguson (31 août 1797 - 26 septembre 1867) était un astronome américain né en Écosse qui découvrit le premier astéroïde depuis l'Amérique du Nord. L'astéroïde (1745) Ferguson est nommé en son honneur.
| (31) Euphrosyne | 1er septembre 1854 |
| (50) Virginie   | 4 octobre 1857     |
| (60) Écho       | 14 septembre 1860  |

James Ferguson a aussi contribué à la construction du canal Érié.
À partir de 1847, il travailla à l'observatoire naval des États-Unis.